# Battaglia del Passo di Mang Yang
La battaglia del passo di Mang Yang, nota anche come battaglia di An Khe o di Dak Po, fu l'ultimo conflitto ufficiale della guerra d'Indocina e risultò essere una delle sconfitte più sanguinose subite dall'Unione francese insieme alla battaglia di Dien Bien Phu e alla battaglia di Cao Bằng.

## Prima della battaglia
Il Groupement Mobile No. 100 o GM 100 era un'unità operativa dei Corpi di spedizione francesi in Estremo Oriente (Corps Expéditionnaire Français en Extrême-Orient) o CEFEO, uniti per formare un convoglio militare. Esso includeva l'elite di veterani del Battaglione Francese delle Nazioni Unite (Bataillon français de l'ONU) che aveva combattuto nella guerra di Corea nella battaglia di Chipyong-ni, nella battaglia di Wonju e in quella di Heartbreak Ridge. Preoccupati di evitare un ulteriore disastro militare, dopo la sconfitta subita a battaglia di Dien Bien Phu, il capo di staff francese ordinò ai GM 100 di abbandonare la loro posizione isolata nella regione di Tay Nguyen. L'operazione fu chiamata in codice opération Églantine.

## Lo scontro
Il 24 giugno 1954 i GM 100 ricevettero l'ordine di abbandonare le proprie posizioni difensive presso An Khê e di ritirare verso Pleiku, lungo la Route Coloniale 19. Al quindicesimo kilometro di questa autostrada i GM 100 vennero attaccati dalle truppe Viet Minh dell'803º Reggimento e subirono pesanti perdite, ma una parte del convoglio riuscì a forzare le linee nemiche e a fuggire. Essi si unirono ai G.M. 42 e al 1st Airborne Group, ed insieme percorsero circa 33 chilometri di strada sotto il controllo nemico. Il 28 ed il 29 giugno vennero assaliti a Dak Ya-Ayun dalle truppe Viet Minh del 108º Reggimento. Le truppe sopravvissute raggiunsero finalmente Pleiku il giorno successivo.
In cinque giorni di combattimento, i G.M. 100 persero circa l'85% dei loro veicoli, il 100% dell'artiglieria, il 68% di attrezzature di segnale ed il 50% delle armi.